# Anki
Anki (от яп. 暗記 — запоминание) — программа для запоминания информации с помощью техники интервальных повторений.

## Функции
Основу базы данных Anki (коллекции), хранящейся в формате SQLite, составляет список записей (англ. notes; до версии 2.0 — «фактов»). Каждая запись является набором полей со словами, определениями, произношениями и т. п., из которых по указанным в базе шаблонам автоматически создаются карточки. Поля могут состоять из HTML со стилями, изображениями, звуками (с версии 0.9.9.6 поддерживается запись), видео (с версии 0.9.9.8.2) и LaTeX.
Anki может делать так, чтобы разные карточки, сгенерированные из одной записи (например, «картинка → слово» и «слово → картинка»), не появлялись подряд (в версии 1.x время настраиваемо; с версии 2.0.21 они по умолчанию откладываются [англ. buried] до завтра, отложенные можно вернуть заранее). Доступна для пользователя настройка и многих других переменных
Если при оценке ответа допущена ошибка, оценку можно отменить.
Доступна статистика в виде цифр и графиков.
Были специальные функции для изучения японского языка — например, при вводе в поле «вопрос» кандзи в поле «ответ» может автоматически вводиться соответствующая фуригана. С версии 0.9.9.8.2 функции для японского и китайского языков вынесены в плагины.
Anki поддерживает синхронизацию с сервером, регистрация на котором бесплатна. Размещая «колоду» карточек на сервере, её можно синхронизировать с несколькими устройствами или заучивать, используя сайт (AnkiWeb), но для редактирования и повторений рекомендуется использовать не сервер, а какую-либо из полнофункциональных версий.

## Алгоритм
Anki 23.10.1 использует планировщик 2021 года («v3»), по умолчанию с алгоритмом, производным от SuperMemo SM2, и позволяет включить вместо него новый алгоритм FSRS, либо свой на языке JavaScript.
Первые версии Anki использовали алгоритм SuperMemo SM5.
Однако, по словам авторов, обнаружилось, что алгоритмы SM3 и новее, в которых, в отличие от SM2, ответ на одну карточку влияет на время появления других, похожих на неё, имеют значительные недостатки по сравнению с SM2, в котором при ответе устанавливается промежуток только для данной карточки. Это особенно заметно при нерегулярном обращении к программе. Версии 1.x и 2.x используют планировщики с алгоритмом, основанном на SM2.
Позже пользователи заявляли, что новые алгоритмы SuperMemo значительно лучше, и разрабатывали свои алгоритмы. В версии 23.10 был встроен выключенный по умолчанию планировщик FSRS, согласно разработчику по тестам превосходящий SM-15 и SM-17.

## Версии для различных устройств[14]
Официальные версии, поддерживаемые автором:
- Anki (на основе PyQt; также называется «AnkiDesktop») — основная версия, для настольного компьютера (Windows, Mac OS X, Linux, FreeBSD; можно запустить на Maemo)
- AnkiMobile — мобильное приложение только для iOS с закрытым исходным кодом. Приложение платное (финансирует разработку Anki)
- AnkiWeb — веб-приложение для повторений и хостинг колод и дополнений (плагинов)

Совместимые:
- AnkiDroid — бесплатное мобильное приложение с открытым исходными кодом для Android-устройств, от других авторов.[15] Позволяет редактировать карточки, а также использовать другой сервер синхронизации.
- AnkiUniversal — универсальное приложение Windows (UWP) для устройств на базе Windows 10[16]. Его можно установить на ПК, приставки Xbox, смартфоны на Windows 10 Mobile, очки Hololens или Surface Hub.

## История
5 октября 2011 года автор программы объявил днём пятилетия Anki, так как самое старое из найденных им упоминаний о ней относилось к 5 октября 2006 года (это также дата первой записи в файле ChangeLog программы для интервальных повторений на основе Emacs, Flashcard).
6 октября 2012 года вышла версия 2.0.0.
- Вместо отдельных колод (файл + каталог с медиафайлами) теперь используется одна коллекция (файл БД + каталог с медиафайлами) с древовидной структурой колод, между которыми легко перемещать карточки.
- Вопросы и ответы cloze deletion генерируются программой по шаблонам вида «Википедия — {{c1::свободная::какая?}} энциклопедия.»

Версия 2.1 была выпущена 6 августа 2018 года.